# Мирони (Кременчуцький район)
Миро́ни — село в Україні, в Оболонській сільській громади Кременчуцького району Полтавської області. Населення становить 334 осіб.

## Географія
Село Мирони знаходиться на лівому березі річки Сула, вище за течією на відстані 1 км розташоване село Горошине, нижче за течією примикає село Погребняки. Річка в цьому місці звивиста, утворює лимани, стариці та заболочені озера.

## Політика

### Парламентські вибори, 2019
На позачергових парламентських виборах 2019 року у селі функціонувала окрема виборча дільниця № 530845, розташована у приміщенні фельдшерсько-акушерського пункту.
Результати
- зареєстровано 150 виборців, явка 75,33%, найбільше голосів віддано за «Слугу народу» — 29,20%, за Всеукраїнське об'єднання «Батьківщина» — 20,35%, за Радикальну партію Олега Ляшка — 16,81%.[1] В одномандатному окрузі найбільше голосів отримав Фахраддін Мухтаров (самовисування) — 48,18%, за Олексія Баганця (Всеукраїнське об'єднання «Батьківщина») — 20,00%, за Анастасію Ляшенко (Слуга народу) — 10,91%[2].

## Населення

### Мова
Розподіл населення за рідною мовою за даними перепису 2001 року:
| Мова       | Кількість | Відсоток |
| ---------- | --------- | -------- |
| українська | 326       | 97.6%    |
| російська  | 8         | 2.4%     |
| Усього     | 334       | 100%     |

## Пам'ятки
- Меморіальний комплекс[d]: Братська могила воїнів. Пам'ятний знак полеглим воїнам-односельчанам;